# 維拉·基斯提亞科斯基
維拉·基斯提亞科斯基（Vera Kistiakowsky，1928年9月9日—2021年12月11日）是物理學家、教师及武器控制運動者，她是麻省理工學院物理系及核子科學實驗室的特聘講座，也是女性參與科學運動的行动主义者。基斯提亞科斯基是實驗粒子物理學及觀測天文學的專家。基斯提亞科斯基在1972年擔任麻省理工學院物理系教授，是該校物理系的第一位女性教授。
基斯提亞科斯基的父親是物理化學家喬治·基斯提亞科斯基，曾在哈佛大學教書，也曾擔任艾森豪總統的科學顧問。
在1986年拍攝的紀錄片女人－為了美國，為了世界中，也有拍攝到維拉·基斯提亞科斯基談論她對反核的看法。
2021年12月11日，維拉·基斯提亞科斯基逝世，享壽93歲。

## 部份出版品
- An Outlook Book about Atomic Energy, Publication: Oliver and Boyd, 1963
- One Way is Down: A Book about Gravity, Publication: Little, Brown, 1967

## 延伸閱讀
- Shearer, Benjamin F; Shearer, Barbara Smith. . Westport, Conn.: Greenwood Press. 1997. ISBN 9780313293030.

## 外部連結
- 2014 Video Interview with Vera Kistiakowsky by Cynthia C. Kelly （页面存档备份，存于） Voices of the Manhattan Project